# 笹川翼
笹川 翼（ささがわ つばさ、1994年7月17日 - ）は、地方競馬の大井競馬場米田英世厩舎所属の騎手。勝負服の柄は黄、赤右襷。新潟県出身。
祖父は新潟県競馬元騎手で引退後に西山牧場・白井分場の場長を務め、シンボリ牧場時代にはシンボリルドルフの調教を担当した此村与志松。勝負服の色は祖父のものを拝借し、襷については調教師と相談し入れたとのこと。

## 来歴
JRAの騎手試験も受けたが二度不合格となり、地方競馬教養センター騎手課程第91期生として入学。2013年3月31日付けで地方競馬騎手免許を取得。同年4月7日大井競馬第1競走でキングビジョンで初騎乗（11頭立て1番人気2着）。同年4月9日大井競馬第1競走をアンルヴェプルミエで優勝（14頭立て8番人気）、3戦目で初勝利を挙げる。デビュー年は43勝を挙げ、NARグランプリ優秀新人騎手賞を受賞した。
2015年11月25日大井競馬第11競走第7回勝島王冠をムサシキングオーで優勝（16頭立て2番人気）し、重賞初制覇。
2016年のバレンタインデーに保育園からの幼馴染と結婚した。
2016年9月から約1ヶ月間、騎乗技術向上のためフランスに遠征し、現地の日本人調教師・小林智厩舎を拠点に騎乗。日本ダービー馬マカヒキが参戦した凱旋門賞も現地で観戦した。
2016年12月11日、中山11RカペラステークスでJRA重賞初騎乗（12番人気テムジンで14着）。
2017年5月10日大井競馬第5競走C2八組九組条件戦をシュガーラッシュで優勝（12頭立て1番人気）し、4531戦目で地方競馬通算400勝達成。
2018年3月2日川崎競馬第6競走C2選定馬条件戦をマリノピュアハートで優勝（12頭立て2番人気）し、地方競馬通算500勝達成。初出走日から1791日目での達成は大井競馬所属騎手としては最速記録となった。
2020年11月19日大井競馬第12競走ドリームナイト賞 A2(一)B1(一)選抜特別戦をピュアオーシャンで優勝(15頭立て1番人気)し、地方競馬通算1000勝達成。初出走日から2784日目での達成は、大井競馬所属騎手としてはそれまでの御神本訓史の3799日を大きく短縮する最速記録となった。
2022年11月8日川崎競馬第6競走をエントシュピールで勝利し、通算1500勝を達成した。大井競馬所属騎手としては史上最速となる3503日目での達成。
2023年11月13日JBCスプリントをイグナイターで勝利し、初のJpnI制覇を果たす。さらに、この年は南関東4場で311勝（他に他地区で3勝）をあげ、初めて南関東リーディングジョッキーとなった。
2024年7月16日、浦和競馬第9競走において、アムレートに騎乗し1着となり、通算15,101戦目で地方競馬通算2,000勝を達成。初騎乗日から4,119日目での達成となり、TCK所属騎手では最速の記録達成となった。同年7月28日、新潟競馬第12競走の麒麟山特別をヒューゴで勝利し、JRA通算67戦目でJRA初勝利を挙げた。

## 主な騎乗馬

### グレード制重賞優勝
太字はGI級競走を示す
- ダイアナブライト（2021年クイーン賞）
- イグナイター（2023年さきたま杯、JBCスプリント、*兵庫大賞典）

出典:

### 地方重賞優勝
- ムサシキングオー（2015年勝島王冠）
- イセノラヴィソン（2016年船橋記念）
- ミサイルマン（2016年ハイセイコー記念）
- アンジュジョリー（2017年東京プリンセス賞）
- クロスケ（2018年黒潮盃）
- ワークアンドラブ（2019年マイルグランプリ、2020年サンタアニタトロフィー）
- ティーズダンク（2020年戸塚記念）
- タービランス（2020年・2021年埼玉新聞栄冠賞、2021年報知オールスターカップ）
- チサット（2021年京浜盃）
- シルトプレ（2021年鎌倉記念）
- トロヴァオ（2021年サンタアニタトロフィー）
- グラーツィア（2022年留守杯日高賞）
- ギシギシ（2022年習志野きらっとスプリント、2023年アフター5スター賞）
- ポリゴンウェイヴ（2023年ニューイヤーカップ）
- ノーブルシルエット（2023年ビューチフルドリーマーカップ）
- アトミックフォース（2023年岩手県知事杯OROカップ）
- カプセル（2023年平和賞）
- ライトスリー（2024年ルーキーズサマーカップ）
- サントノーレ（2024年戸塚記念）
- キリンジ（2025年金盃）
- フリーダム（2025年留守杯日高賞）
- ハーフブルー（2025年優駿スプリント）
- ファーンヒル（2025年習志野きらっとスプリント）
- マウンテンローレル（2025年黒潮盃）
- ロードレイジング(2025年ルーキーズサマーカップ)

出典: